# Nasugbu

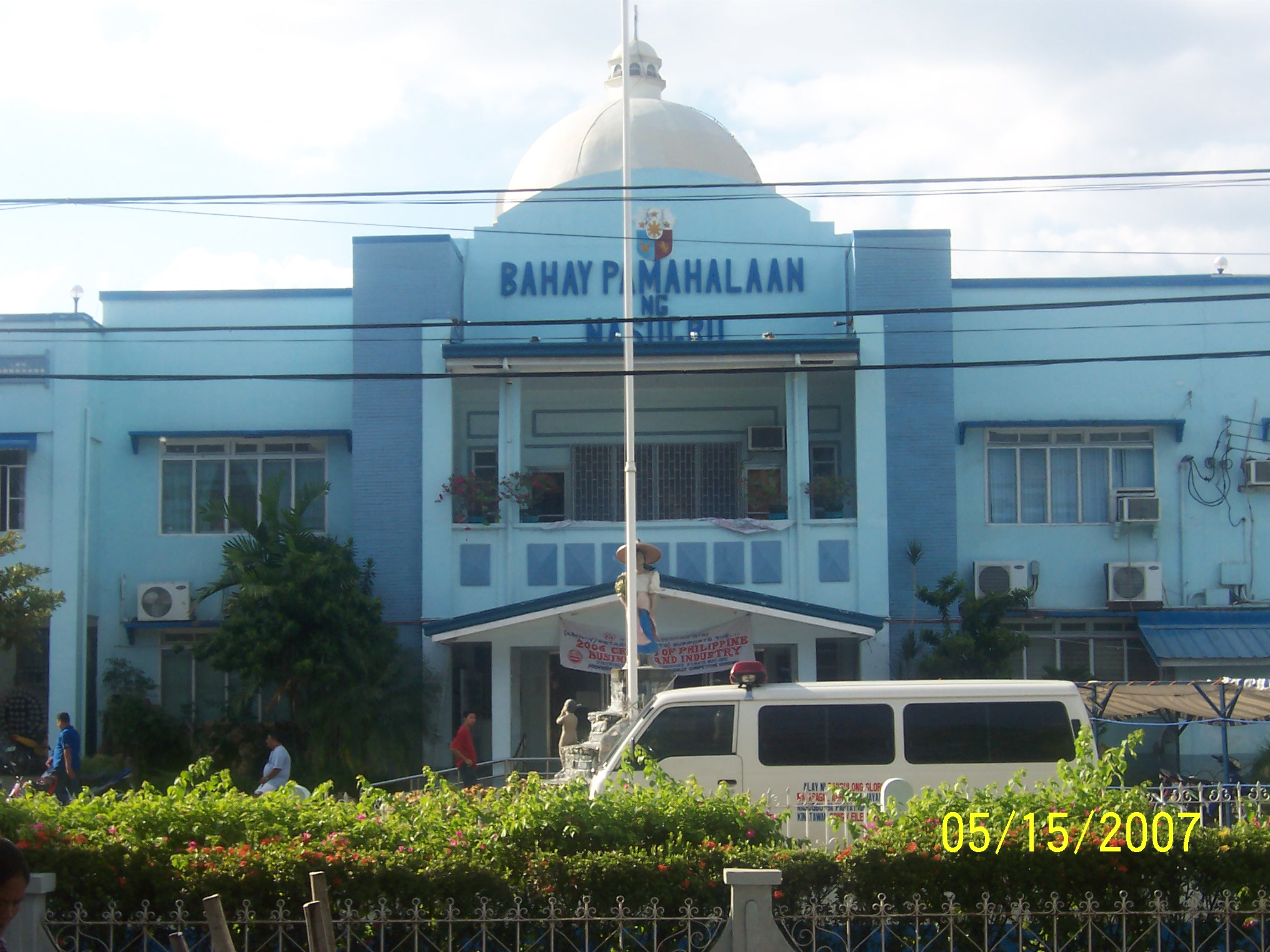
Municipio Nazugbu

Nasugbu (Latein: Nazugbu) ist eine philippinische Stadtgemeinde in der Provinz Batangas. Sie hat 134.113 Einwohner (Zensus 1. August 2015).

## Lage
Die Stadt Nasugbu liegt etwa 100 km südwestlich der Hauptstadt Manila am Meer. Zur Insel Fortune im Westen sind es 12 km. Der Vulkan Taal befindet sich 70 km in östlicher Richtung.

## Baranggays
Nasugbu ist politisch unterteilt in 42 Baranggays.
| - Aga - Balaytigui - Banilad - Barangay 1 (Pob.) - Barangay 2 (Pob.) - Barangay 3 (Pob.) - Barangay 4 (Pob.) - Barangay 5 (Pob.) - Barangay 6 (Pob.) - Barangay 7 (Pob.) - Barangay 8 (Pob.) - Barangay 9 (Pob.) - Barangay 10 (Pob.) - Barangay 11 (Pob.) - Barangay 12 (Pob.) | - Bilaran - Bucana - Bulihan - Bunducan - Butucan - Calo - Calayo - Catandaan - Kaylaway - Kayrilaw - Cogunan - Dayap - Latag - Looc | - Lumbangan - Malapad Na Bato - Mataas Na Pulo - Maugat - Munting Indang - Natipuan - Pantalan - Papaya - Putat - Reparo - Talangan - Tumalim - Utod - Wawa |